# Calligonum quadraepterum
Calligonum quadraepterum là một loài thực vật có hoa trong họ Rau răm. Loài này được Korovin ex Pavlov mô tả khoa học đầu tiên năm 1933.